# Latrice Royale
Timothy Wilcots, plus connu sous le nom de scène Latrice Royale, est une drag queen américaine, principalement connu pour son apparition dans la quatrième saison de RuPaul's Drag Race, où elle obtient le titre de Miss Congeniality, ainsi que dans la première et la quatrième saison de RuPaul's Drag Race: All Stars.

## Jeunesse et carrière
Timothy naît le 12 février 1972, en Californie et est élevé à Compton, dans le Grand Los Angeles. En grandissant, il ne connaît pas de relations avec son père.
Latrice "naît" pour la première fois lorsque Timothy se déguise en Wanda, un des personnages de l'émission américaine In Living Color pour amuser ses amis. Pendant sa vingtaine, dans les années 1990, il fait son premier spectacle en drag queen, dans une boîte de nuit de Fort Lauderdale, en Floride. Sa drag mother est Tiffany Arieagus.
En mai 2011, Timothy, à la suite d'un pari, envoie une audition pour la quatrième saison de l'émission RuPaul's Drag Race. Son audition est retenue et il fait finalement partie des treize participantes de la saison, dont la réalisation commence plus tard dans l'année. Latrice est éliminée de la compétition lors du onzième épisode, diffusé le 9 avril 2012. Elle est plus tard élue Miss Congeniality par les fans et est couronnée pendant la finale de la saison.
Après avoir gagné le succès, Timothy devient ministre ordonné. Le premier mariage qu'il présente est celui de son ami Daniel à New York en 2013. Il est militant du mariage entre personnes du même sexe, mais estime qu'il ne devrait pas porter ce nom. Il déclare :
« It's a man and a man, and a woman and a woman getting married, and I think it is special and unique. So why not identify and celebrate it as something special and unique, and not lump it in with the same thing that has been going on for years? » (C'est un homme qui se marie avec un homme, et une femme qui se marie avec une femme, et je pense que ceci est spécial est unique. Donc pourquoi ne pas l'identifier le célébrer comme quelque chose de spécial et d'unique, au lieu de le mettre dans la même catégorie que quelque chose qui se fait depuis si longtemps ?),.

### Quatrième saison deRuPaul's Drag Race
Latrice arrive quatrième de la compétition, et y gagne deux défis. Son élimination est dite "choquante" par le magazine Entertainment Weekly. Durant son élimination, Latrice dit à RuPaul : "Vous avez changé ma vie pour toujours. Vous avez changé le monde du transformisme pour toujours. Je vous aime et vous respecte énormément, et merci d'avoir vu quelque chose d'unique en moi. Merci.", des mots qui firent pleurer Rose McGowan, l'une des juges invitées de l'épisode,.
Lors de la finale de la saison, il est annoncé que Latrice apparaîtrait dans la troisième saison de l'émission RuPaul's Drag U, diffusée plus tard dans l'année.

### RuPaul's Drag U
En 2012, Latrice rejoint le casting de RuPaul's Drag U pour sa troisième et dernière saison, avec d'autres "professeurs" comme Jujubee, Manila Luzon, Raja, Raven, Shannel, Alexis Mateo, Mariah Balenciaga, Chad Michaels, Willam, Morgan McMichaels, Pandora Boxx, Delta Work et Sharon Needles.

### Première saison deRuPaul's Drag Race: All Stars

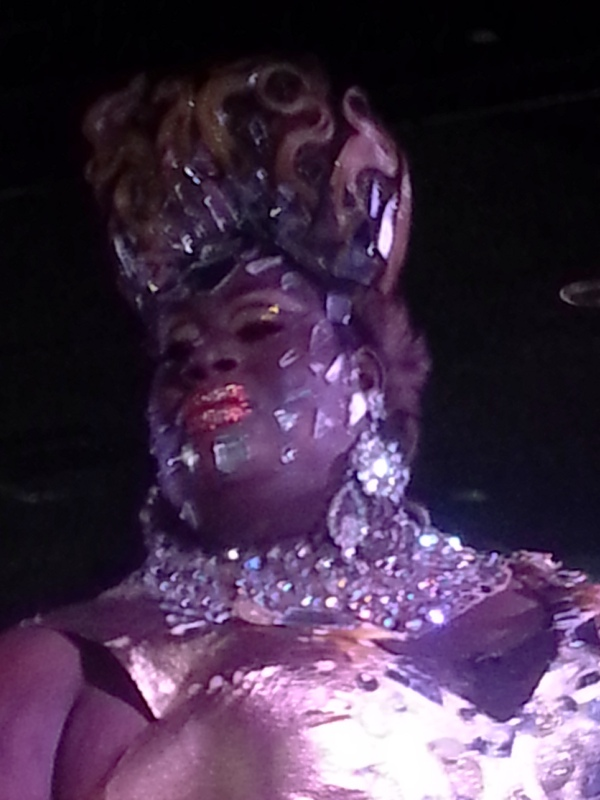
Performance de Latrice en juin 2013.

Après RuPaul's Drag Race, Latrice fait une tournée aux États-Unis, dont elle annule certaines dates pour participer à l'émission quand elle en reçoit l'opportunité.
Elle participe à la première saison de RuPaul's Drag Race: All Stars contre Chad Michaels, Raven, Jujubee, Shannel, Alexis Mateo, Yara Sofia, Manila Luzon, Nina Flowers, Tammie Brown, Pandora Boxx et Mimi Imfurst. Pour la première et seule fois de la compétition, les candidates participèrent en groupes de deux. Latrice se couple avec Manila Luzon, et elles gagnent ensemble le premier défi de la saison. Elles sont éliminées lors du troisième épisode, après un lip-sync de Manila contre Jujubee, qui faisait équipe avec Raven.

### Quatrième saison deRuPaul's Drag Race: All Stars
En novembre 2018, Latrice est annoncée comme l'une des dix candidates de la quatrième saison de RuPaul's Drag Race: All Stars, au même titre que Manila Luzon. Elles deviennent alors les deuxième et troisième candidates à participer trois fois à l'émission - après Shangela - et les premières candidates à participer à deux saisons de All Stars. Latrice est d'abord éliminée lors du quatrième épisode par Monique Heart, mais est réintégrée dans la compétition lors du sixième épisode. Elle est éliminée une deuxième fois dans le neuvième épisode par Trinity The Tuck et se place finalement cinquième.

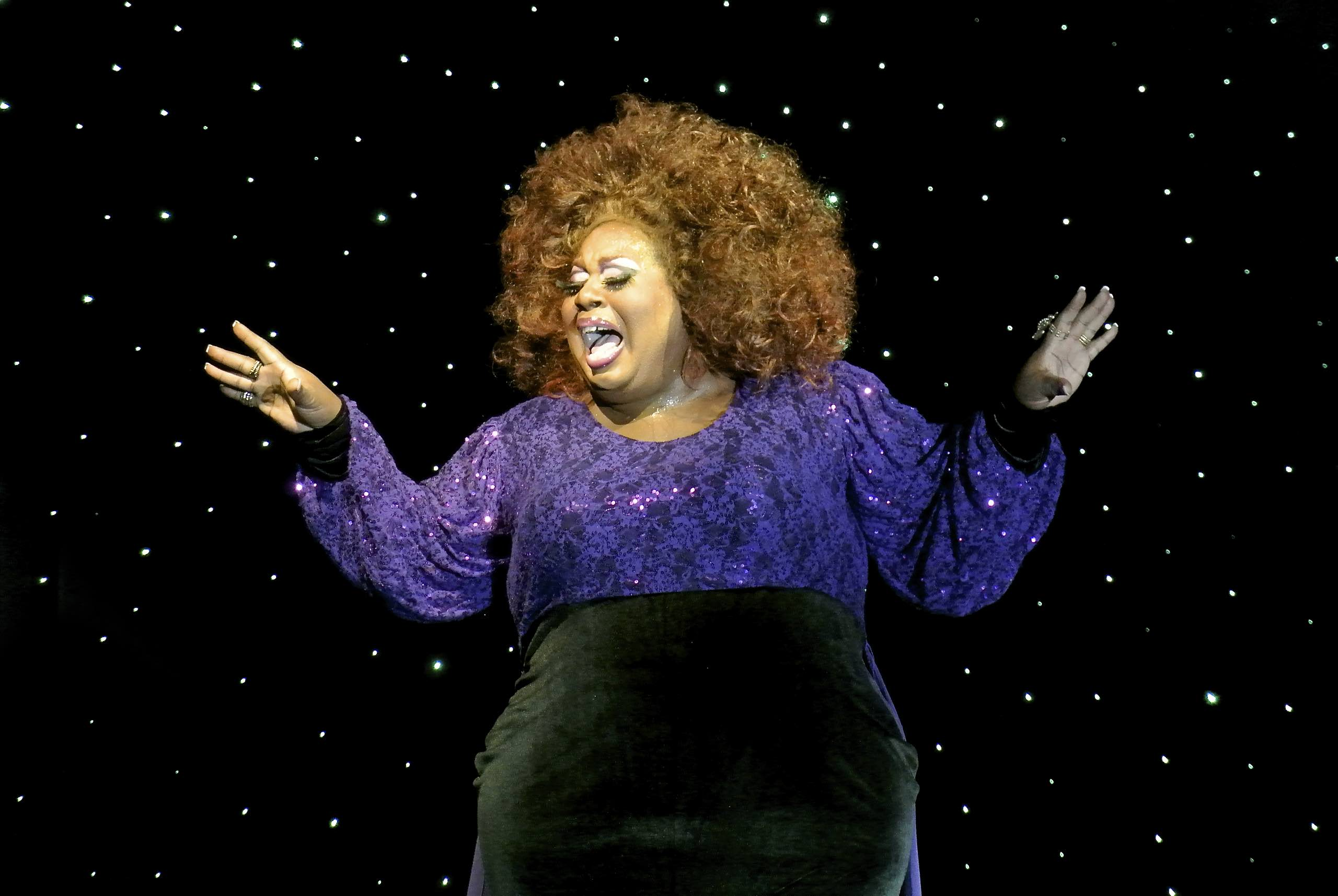
Performance de Latrice en novembre 2014.

### Autres projets
En janvier 2014, Latrice sort son premier single, "Weight". Un EP de remixes sort en mars de la même année.
En septembre 2014, elle participe avec Jennifer Hudson à un événement de charité organisé par CBS. Jennifer Hudson déclarera que travailler avec Latrice "lui a donné la vie",.
En 2016, elle apparaît avec les autres drag queens Peaches Christ et Willam dans Mister Act, une parodie du film Sister Act.
En mars 2016, Latrice sort un EP intitulé Here's to Life: Latrice Royale Live in the Studio.
Elle participe au spin-off de Drag Race pour les fêtes de fin d'année, RuPaul's Drag Race Holi-slay Spectacular.

## Vie privée
Timothy fait sa demande en mariage à Christopher Hamblin en juin 2016. Le couple se marie à Atlanta, en Géorgie, le 29 septembre 2018. Parmi les invités se trouvaient d'anciennes candidates de Drag Race ainsi qu'autres drag queens. Après les élections américaines de 2018, il regagne son droit de vote.

## Discographie

### EPs
| Titre                                             | Détails                                                                             |
| ------------------------------------------------- | ----------------------------------------------------------------------------------- |
| The Chop Remixes                                  | - Sortie : 26 décembre 2012 - Label : N/A - Formats : Téléchargement                |
| Weight Remixes                                    | - Sortie : 20 mars 2014 - Label : LOMLPLEX - Formats: Téléchargement                |
| Here's to Life: Latrice Royale Live in the Studio | - Sortie : 10 mars 2016 - Label : LRI Talent & Managment - Formats : Téléchargement |

### Singles
| Titre                                    | Année | Album  |
| ---------------------------------------- | ----- | ------ |
| The Chop (avec Manila Luzon)             | 2012  | Single |
| Weight (avec Epiphany Mattel)            | 2014  | Single |
| Excuse the Beauty (avec Epiphany Mattel) | 2018  | Single |

### Autres apparitions
| Title            | Année | Autre(s) artiste(s)                                         | Album                                     |
| ---------------- | ----- | ----------------------------------------------------------- | ----------------------------------------- |
| Thick Thighs     | 2015  | Willam Belli                                                | Shartistry in Motion                      |
| Oral             | 2018  | Willam Belli                                                | Now That's What I Call Drag Music, Vol. 1 |
| Don't Funk It Up | 2018  | RuPaul, Gia Gunn, Manila Luzon, Valentina, Trinity The Tuck | Non-album Single                          |
| Robbed           | 2019  | Manila Luzon                                                | Rules!                                    |

## Filmographie

### Télévision
| Année           | Title                                    | Rôle         | Notes                                                                        |
| --------------- | ---------------------------------------- | ------------ | ---------------------------------------------------------------------------- |
| 2012-2016       | RuPaul's Drag Race                       | Elle-même    | Candidate : - Saison 4 - 4e place Invitée : - Saison 5 - Saison 6 - Saison 8 |
| 2012            | RuPaul's Drag Race: Untucked             | Elle-même    | Saison 4                                                                     |
| 2012            | RuPaul's Drag U                          | Elle-même    | 3 épisodes                                                                   |
| 2012, 2018-2019 | RuPaul's Drag Race: All Stars            | Elle-même    | Candidate : - Saison 1 - 7e/8e place - Saison 4 - 5e place                   |
| 2014            | Fashion Rocks                            | Elle-même    | Concert spécial diffusé à la télévision                                      |
| 2018            | RuPaul's Drag Race Holi-Slay Spectacular | Elle-même    | Édition spéciale de Drag Race pour les fêtes de fin d'année                  |
| 2020            | AJ and the Queen                         | Fabergé Legs | Saison 1 - épisode 7: Jackson                                                |

### Films
| Année | Titre                  | Rôle      | Notes                                       |
| ----- | ---------------------- | --------- | ------------------------------------------- |
| 2014  | South Beach on Heels   | Elle-même | Documentaire                                |
| 2015  | TupiniQueens           | Elle-même | Documentaire sur le transformisme au Brésil |
| 2015  | Gays in Prison         | Elle-même | Documentaire                                |
| 2017  | Cherry Pop             | Terry     |                                             |
| 2018  | A Queen For the People | Elle-même | Documentaire sur Bob the Drag Queen         |

### Web-séries
| Année       | Title             | Rôle         | Notes                                                        |
| ----------- | ----------------- | ------------ | ------------------------------------------------------------ |
| 2009        | My Baby's Daddies | Shay         | Online short, Makeup effects artist                          |
| 2015 - 2018 | Hey Qween!        | Elle-même    | Invitée : 2 épisodes - "Latrice Royale", "DragCon L.A. 2018" |
| 2016        | Transformations   | Elle-même    | 1 épisode                                                    |
| 2018        | Drag Tots         | Lady Liber-T | Doublage : 8 épisodes                                        |